# ドナルドのゲーム、ゲーム、ゲーム
『ドナルドのゲーム、ゲーム、ゲーム』または『ドナルドのゲームは楽し』（ドナルドのゲームはたのし、原題：A Good Time for a Dime）は、ウォルト・ディズニー・プロダクション（現：ウォルト・ディズニー・カンパニー）が製作した1941年5月9日公開のアニメーション短編映画作品。ドナルドダック・シリーズの第29作である。

## あらすじ
遊園地のゲームセンターに来て、気に入ったものを遊ぼうとするドナルド。
最初にペニーアーケードのシアター『DANCE OF THE SEVEN VEILZ』に興味を持ちこれを見るが、途中で覗き見窓の明かりが消えたため十分に見ることが出来なかった。続いてドリームキャッチャーで景品のカメラをキャッチしようとするが失敗。続いて景品のインク瓶をキャッチしたものの獲得直前に蓋が外れてインクがこぼれてしまう。最後の手段として景品の磁石を使って全ての景品を獲ろうとする。一度は成功したものの直後に大きなくしゃみをしたため全ての景品がドリームキャッチャーの中に戻ってしまった。
次に飛行機の遊具で遊ぶが、1プレイ5セントと他の遊具と比べて割高の割にプレイ時間が短いことに激怒したドナルドは無理矢理遊具を再始動させる。しかし、その過程で飛行機の制御に必要な操縦レバーを外してしまったため、飛行機の荒い動きに振り回されることになった。これによりすっかり疲れ果てたドナルドは、「もう沢山」と言ってゲームセンターを後にするのであった。

## スタッフ
- 製作：ウォルト・ディズニー
- 監督：ディック・ランディー

## キャスト
| キャラクター   | 原語版               | 旧吹き替え版 | 新吹き替え版 |
| -------------- | -------------------- | ------------ | ------------ |
| ドナルドダック | クラレンス・ナッシュ | 関時男       | 山寺宏一     |
| アナウンスの声 | ?                    | ?            | 梅津秀行     |
| ナレーター     | -                    | 土井美加     | -            |

## 日本での公開

### 収録
- 『ドナルドダック・クロニクル Vol.1 限定保存版』（DVD、ブエナ・ビスタ・ホーム・エンターテイメント、新吹き替え版）
- 『ゆかいな仲間たち　がんばれ、ドナルド』（VHS、ブエナ・ビスタ・ホーム・エンターテイメント、新吹き替え版）